# Узман Џуф
Узман Џуф (енгл. Ousman Joof, IPA: ; 28. фебруара 2000) гамбијски је фудбалер.

## Каријера
Узман Џуф је фудбалски стасао у гамбијској Суперстарс академији, а сениорским фудбалом почео је да се бави у клубу под називом „Мариму“, са којим се надметао у Првој лиги те државе. Почетком јула 2019, Узман Џуф је стигао на пробу у фудбалски клуб Трајал, заједно са сународником Шадоуом Годфрејем. Убрзо по доласку у клуб, Џуф је одиграо две пријатељске утакмице, против пиротског Радничког и Колубаре из Лазаревца. Са екипом је, потом, отпутовао на припреме у Охрид, где је наступио на пријатељским сусретима против Ренове, Лабуниште и врањског Динама. По повратку у Крушевац, Џуф је такође играо и на генералној проби против СФС Борца из Параћина. Као нови играч Трајала Џуф је представљен на конференцији за штампу пред почетак такмичења, заједно са осталим појачањима, до тада пристиглим у летњем прелазном року, 1. августа исте године. У економату клуба задужио је дрес са бројем 11. Свој дебитантски наступа за Трајал на званичној утакмици, Џуф је уписао на отварању такмичарске 2019/20. у Првој лиги Србије, против екипе Колубаре. Он је сусрет започео на клупи за резервне играче, а у игру је ушао у 82. минуту, када је на терену заменио стрелца првог гола, Ђорђа Радовановића. Убрзо затим, асистирао је Николи Милошевићу за коначних 2:1 и победу свог тима на тој утакмици. Свој први погодак за екипу Трајала, Џуф је постигао у трећем колу, за минималну победу против Графичара. Недуго затим, из игре је изашао због повреде, а на терену га је заменио Филип Гогић. Свој други гол за Трајал, Џуф је постигао против екипе Земуна у 5. колу Прве лиге Србије. Џуф је био стрелац другог поготка за свој тим на утакмици шеснаестине финала Купа Србије, када је сурдулички Радник победио резултатом 3 : 2 и пласирао се у следећу фазу такмичења, док је Трајал елиминисан. У 14. колу Прве лиге Србије, против екипе Жаркова, Џуф је одложио лопту за први погодак на сусрету, који је постигао Ивица Јовановић. Свој трећи гол у Првој лиги Србије, а четврти за Трајал, Џуф је постигао у 17. колу, у победи од 2 :1 над екипом Будућности из Добановаца. Уписао је још и асистенцију Адмиру Кецапу у поразу од Земуна на Стадиону у Горњој вароши, резултатом 2 : 1.
На почетку наредне сезоне, Џуф је уместо дотадашњег 11 преузео дрес са бројем 80. Прву такмичарску утакмицу одиграо је у претколу Купа Србије, када је био стрелац једног поготка у победи над Слогом из Мајдева. Након тога је наступио и против Будућности из Добановаца, док је у ремију са ГФК Јагодином био једини стрелац за своју екипу. Свој трећи погодак у сезони постигао је у победи од 4 : 1 над екипом Графичара у 11. колу Прве лиге Србије, након асистенције Предрага Павловића.

## Репрезентација
Крајем 2017, Џуф се нашао на списку селектора репрезентације Гамбије до 20 година старости за квалификационе утакмице те екипе. Почетком наредне године такође је добијао позиве у састав, док се у априлу 2018. нашао на коначном списку те селекције за Куп нација Фудбалског савеза Западне Африке. (енгл. 2018 WAFU/FOX U-20 Tournament) Победом у финалу над домаћином, екипом Либерије, Гамбија је освојила прво место на том турниру.

## Начин игре
Узман Џуф је 173 центиметра високи фудбалер, који се најбоље сналази на крилним позицијама. Прве сениорске наступе забележио је са екипом Маримуа у Првој лиги Гамбије. Постигавши погодак из слободног ударца у новембру 2017, против тадашњег званичног првака државе, Реала из Банџула, Џуф се касније нашао међу номинованим кандидатима за играча месеца.
По доласку у Србију, лета 2019, Џуф је прошао пробу у фудбалском клубу Трајалу, са којим је затим потписао уговор и задужио дрес са бројем 11. Током припремних утакмица, описан је као играч сличног профила као његов сународник и имењак Узман Маронг, који је током другог дела претходне сезоне био један од носилаца игре тог тима. На дебитантском наступу за клуб, на званичној утакмици, Џуф је недуго након уласка у игру уписао асистенцију за победу свог тима. Наредни сусрет започео је у стартној постави свог тима, а тренер Горан Лазаревић доделио му је улогу на десној бочној страни предњег везног реда, у формацији 4-2-3-1.

## Статистика

#### Клупска
Ажурирано 1. јуна 2021.
| Клуб   | Сезона   | Лига             | Лига    | Лига   | Национални куп | Национални куп | Европа  | Европа | Остало  | Остало | Укупно  | Укупно |
| Клуб   | Сезона   | Дивизија         | Наступа | Голова | Наступа        | Голова         | Наступа | Голова | Наступа | Голова | Наступа | Голова |
| ------ | -------- | ---------------- | ------- | ------ | -------------- | -------------- | ------- | ------ | ------- | ------ | ------- | ------ |
| Трајал | 2019/20. | Прва лига Србије | 28      | 3      | 1              | 1              | —       | —      | —       | —      | 29      | 4      |
| Трајал | 2020/21. | Прва лига Србије | 24      | 2      | 2              | 1              | —       | —      | —       | —      | 26      | 3      |
| Трајал | Укупно   | Укупно           | 52      | 5      | 3              | 2              | —       | —      | —       | —      | 55      | 7      |

## Трофеји и награде

### Репрезентативно
Гамбија до 20 година
- Куп нација Фудбалског савеза Западне Африке у узрасту до 20 година (2018)[40][41][43]